# آ لاما
آ لاما (به اسپانیایی: A Lama) یک شهرستان در اسپانیا با جمعیت ۲٬۹۹۵ نفر است.